# 馬承驌
馬承驌，臺灣文史學者。最主要學術成就是對《楚辭》中《九歌》的研究。

## 簡歷
馬承驌於1960年代就讀台灣大學。1970-1974年擔任馬來亞大學中文系講師。

## 代表著作
《九歌證辨》（1981）
《呂和叔學譜》（1977）
《中外歌詠自然的兩大詩人》（1968）